# Иоселиани, Отар Давидович
Отар Дави́дович Иоселиа́ни (груз. ოთარ დავითის ძე იოსელიანი; 2 февраля 1934[…], Тифлис, ЗСФСР, СССР[…] — 17 декабря 2023[…], Тбилиси, Грузия) — советский, грузинский и французский кинорежиссёр, сценарист, актёр и педагог. Лауреат множества наград и премий. С 1984 года работал во Франции. Согласно интервью 2006 года, жил в Грузии, но снимать кино продолжал во Франции. Народный артист Грузинской ССР (1984).

## Биография
Родился 2 февраля 1934 года в Тифлисе. Отец был офицером царской армии, после прихода в Грузию большевиков служил инженером-железнодорожником. В годы репрессий пять раз арестовывался. Провёл около 30 лет в лагерях и ссылках и вернулся домой в 1957 году. Отара воспитывали женщины — мать, бабушка, тётя. Мать окончила Институт благородных девиц. По словам Иоселиани, ему «посчастливилось застать поколение прошлого века, впитать старинные традиции».
В юности он занимался графикой и живописью. Окончил дирижёрско-хоровое отделение музыкального училища и курсы композиции при консерватории в Тбилиси. Затем поступил на механико-математический факультет МГУ, на котором проучился три курса. В 1961 году окончил режиссёрский факультет Всесоюзного государственного института кинематографии. Первые полтора года его мастером был Александр Довженко.
В 1957 году снял по рассказу Александра Грина короткометражный фильм «Акварель», в котором передал дух притчи о человеке перед лицом искусства. В 1959 году поставил ещё одну аллегорию — «Песню о цветке» («Саповнела»). Ранний период поисков завершился кинокартиной «Апрель», которую положили на полку. Вот что о ней рассказывал сам Иоселиани:

Она была о том, как жажда приобретательства убивает в людях хрупкие и нежные чувства — способность радоваться, грустить, то есть, иначе говоря, способность жить.
После этого фильма режиссёр устроился горновым в доменный цех металлургического завода, не открывая своей настоящей профессии. Дневник, который он в это время вёл, должен был стать основой будущего фильма. В 1964 году Иоселиани снял документальный фильм «Чугун», показав в нём один день изнурительной работы рабочих-доменщиков.
Оригинальный режиссёрский стиль Иоселиани ярко проявился в его первом полнометражном фильме «Листопад» (1966), удостоенном в Каннах приза ФИПРЕССИ и приза Жоржа Садуля за лучший дебют. В 1972 году на экраны вышел «Жил певчий дрозд», укрепивший репутацию Иоселиани как одного из самобытных кинематографистов.
В 1976 году режиссёр поставил «Пастораль», получившую приз ФИПРЕССИ на Берлинском фестивале.
В 1971—1982 годах читал курс лекций «Мастерство кинорежиссёра» на сценарном и режиссёрском отделениях Высших курсов сценаристов и режиссёров.
С начала 1980-х годов работал во Франции, сняв несколько документальных и полнометражных картин. В 1984 году фильм «Фавориты луны» был удостоен на Венецианском кинофестивале Специального приза жюри. Этой же премией были отмечены ещё два фильма Иоселиани — «И стал свет» (1989) и «Разбойники. Глава VII» (1996). Поставленная в 1992 году «Охота на бабочек» получила несколько кинонаград, включая премию итальянской кинокритики имени Ф. Пазинетти на Венецианском кинофестивале и премию фонда Андрея Тарковского на XVIII Международном кинофестивале в Москве. В 1999 году на экраны вышел фильм «Прощай, дом родной!» (в российском кинопрокате — «Истина в вине»), в котором он также сыграл одну из главных ролей.
Музыку к большинству фильмов Отара Иоселиани французского периода написал Николай Зурабишвили, французский композитор русско-грузинского происхождения.
В 1990—1991 годах стипендиат Берлинской научной коллегии.
Член Союза кинематографистов России.
В 2011 году Отар Иоселиани получил премию за жизненные достижения — награду CineMerit на Международном кинофестивале в Мюнхене. Награда была вручена его бывшим студентом, грузинским режиссёром Дито Цинцадзе.
Скончался 17 декабря 2023 года на 90-м году жизни в Тбилиси. Похоронен на тбилисском кладбище Ваке рядом с родителями.

## Рецензии
Кинокритик Елена Плахова разделяет творческую биографию режиссёра на три этапа: грузинский (киноклассика с элементами модернизма, свойственного 1960-м годам), ранний французский («постклассический и постмодернистский») и тот, что сложился в 1990-х («название ему ещё предстоит подыскать»), где исторические сюжеты и политика смешаны «в лёгком сюрреалистическом коктейле».
Характеризуя режиссёрскую манеру Иоселиани, киновед Михаил Брашинский отмечает определённую условность, с которой тот воспринимал «пространство и время». Поэтому его считают своим и в Париже, и в Тбилиси, тогда как Иоселиани «всю жизнь снимает одно кино, не грузинское и не французское».
Режиссёр Юрий Норштейн, обращая внимание на звуковой строй фильмов Иоселиани, называл их «целыми академиями». По его словам, Иоселиани никогда не просил композиторов писать отдельную музыку к своим картинам. В работе он использовал «всю звуковую палитру, все звуки мира».
Пожалуй, он единственный из всех наших эмигрантов не потерял себя, что достигается просто его поразительной силой таланта.

## Награды и звания
- 1979 — Заслуженный деятель искусств Грузинской ССР[27].
- 1984 — Народный артист Грузинской ССР.
- 1984, 1989, 1996 — Венецианский кинофестиваль — специальный приз жюри.
- 1993 — Премия «Триумф».
- 1999 — Премия «Ника» — за лучшую режиссуру.
- 2001 — Лауреат Царскосельской художественной премии.
- 2002 — «Серебряный медведь» — за лучшую режиссуру.
- 2006 — Орден Почётного легиона[28].
- 2014 — Приз «Параджановский талер» (Ереванский кинофестиваль).
- 2018 — Премия «Петрополь».
- 2019 — Премия «Ника» — в номинации «Честь и достоинство».

## Политические взгляды
Отар Иоселиани последовательно выступал с резкими заявлениями, направленными против некоторых действий российского государства, возлагая на него всю полноту ответственности за различные военные и силовые конфликты — в том числе афганский и чеченский, в которых, по его мнению, российские войска «не жалеют ни женщин, ни детей, они ни перед чем не останавливаются…» Кроме того, он также отмечал, что «российское государство надолго запятнало себя тем, что оно совершило в Беслане». Называл Владимира Путина «вторым после Гитлера».
В связи с войной России и Грузии в 2008 году Иоселиани заявил:

Но знаете, несмотря на все безобразия, которые произошли с приходом оголтелых русских войск, — а выяснилось, что это просто мародёры и насильники, армия не может быть такой, — ненависти у Грузии нет. Есть сочувствие, как к дураку.— Интервью О. Иоселиани журналистке В. Хлебниковой
По словам журналиста «АиФ» Алексея Попова, в одном из своих интервью Иоселиани сказал о «двух веках терпения и презрения» со стороны грузин по отношению к России.

Я отличаюсь от Кикабидзе тем, что никаких орденов ни с одной, ни с другой стороны не получал. А вы не можете мне вправить мозги, потому что вы ничего не понимаете!.. И оставьте меня в покое! Мира у нас с Россией никогда не будет! — «До и после Иоселиани»: интервью О. Иоселиани журналисту А. Рутковскому.
Вместе с тем в 2011 году в эфире радиостанции «Эхо Москвы» Отар Иоселиани утверждал, что журналисты намеренно исказили его слова о русских и приписали ему то, что он никогда не говорил.

## Фильмография

### Документальные фильмы
- 1959 — Саповнела
- 1964 — Чугун
- 1969 — Старинная грузинская песня
- 1982 — 7 пьес для чёрно-белого кино / 7 pièces pour le cinéma noir et blanc
- 1982 — Эускади, 1982 / Euskadi, 1982
- 1988 — Маленький монастырь в Тоскане / Un petit monastère en Toscane
- 1994 — Грузия одна / Seule, Géorgie

### Художественные фильмы

#### Короткометражные
- 1957 — Акварель
- 1961 — Апрель / აპრილი

#### Полнометражные
- 1966 — Листопад / გიორგობისთვე
- 1970 — Жил певчий дрозд / იყო შაშვი მგალობელი
- 1975 — Пастораль / პასტორალი
- 1984 — Фавориты луны / Les favoris de la lune
- 1989 — И стал свет / Et la lumière fut
- 1992 — Охота на бабочек / La Chasse aux papillons
- 1996 — Разбойники, глава VII / Brigands, chapitre VII
- 1999 — Истина в вине / Adieu, plancher des vaches!
- 2002 — Утро понедельника / Lundi matin
- 2006 — Сады осенью / Jardins en automne
- 2010 — Шантрапа / Chantrapas
- 2015 — Зимняя песня[36]

#### Актёр
- 1959 — Последний лист (художник Берман)
- 1999 — Истина в вине / Adieu, plancher des vaches!